# Sapporo Challenger
Il Sapporo Challenger è stato un torneo professionistico di tennis giocato su campi in cemento. Faceva parte dell'ATP Challenger Series. Si è giocata una sola edizione, a Sapporo in Giappone.

## Albo d'oro

### Singolare
| Anno | Campione      | Finalista      | Punteggio |
| ---- | ------------- | -------------- | --------- |
| 1986 | Toru Yonezawa | Tsuyoshi Fukui | 6–0, 7–5  |

### Doppio
| Anno | Campioni              | Finalisti                    | Punteggio |
| ---- | --------------------- | ---------------------------- | --------- |
| 1986 | Shu-Wah Liu Ke-Qin Ma | Tsuyoshi Fukui Nobuya Tamura | 7–5, 6–1  |